# Sender Unterhausen
Der Sender Unterhausen ist eine Sendeanlage des Südwestrundfunks (ehemals des Südwestfunks). Er befindet sich auf dem 788 Meter hohen Gießstein oberhalb des Ortes Unterhausen. Als Antennenträger dient ein freistehender Stahlfachwerkturm.
Der Sender strahlt in das Echaztal und versorgt so Unterhausen und den südlich angrenzenden Ort Honau, die aufgrund der Topographie des Albtrauf nur unzureichend von den Sendeanlagen des Südwestfunks versorgt wurden.

## Frequenzen und Programme

### Analoger Hörfunk (UKW)
| Frequenz (MHz)! | Logo | Programm               | RDS PS   | RDS PI | Regionalisierung | ERP (kW) | Antennendiagramm rund (ND)/gerichtet (D) | Polarisation horizontal (H)/vertikal (V) |
| --------------- | ---- | ---------------------- | -------- | ------ | ---------------- | -------- | ---------------------------------------- | ---------------------------------------- |
| 89,0            |      | SWR4 Baden-Württemberg | SWR4_TU_ | D704   | Radio Tübingen   | 0,1      | D (330–180°)                             | H                                        |
| 99,1            |      | SWR1 Baden-Württemberg | SWR1_BW_ | D301   | –                | 0,1      | D (330–180°)                             | H                                        |

### Analoges Fernsehen (PAL)
Vor der Umstellung auf DVB-T diente der Sendestandort auch für analoges Fernsehen:
| Kanal | Frequenz (MHz) | Programm        | ERP (kW) | Sendediagramm rund (ND)/ gerichtet (D) | Polarisation horizontal (H)/ vertikal (V) |
| ----- | -------------- | --------------- | -------- | -------------------------------------- | ----------------------------------------- |
| 5     | 175,25         | Das Erste (SWR) | 0,002    | D                                      | H                                         |